# Jessica Simpson
Pour les articles homonymes, voir Simpson.
Jessica Simpson, est une chanteuse, actrice, styliste et personnalité de la télévision américaine, née le 10 juillet 1980 à Abilene, au Texas.
Depuis 1999, Jessica enregistre de nombreuses chansons, joue dans plusieurs films, séries télévisées et publicités, et lance également sa propre marque de vêtements et accessoires ainsi que de produits de beauté. Elle s'est également engagée dans de nombreuses œuvres caritatives.
Son succès commence avec la sortie de son premier single I Wanna Love You Forever qui atteint le Top 5 du Billboard Hot 100. Son premier album intitulé Sweet Kisses est certifié double disque de platine aux États-Unis et s'est vendu à plus de 4 millions de copies à travers le monde entier. Son single Irresistible (2001) est son deuxième tube en tête du Top 20, tandis que l'album du même nom est en tête du Top 10 dans le classement du Billboard 200, et est certifié disque d'or par la RIAA. Son troisième album intitulé In This Skin est son opus qui a eu le plus de succès ainsi que son disque qui a été le plus vendu, ayant été certifié trois fois platine par la RIAA,. Il fut également placé en seconde place au classement du Billboard 200 et fut érigé à la 14e place du Billboard des meilleurs « albums de l'année de 2004 ». Après la sortie d'un album de Noël intitulé Rejoyce : The Christmas Album, Jessica sort en 2006 l'album A Public Affair placé en cinquième place au classement du Billboard 200. En 2008, elle s'aventure dans la musique country avec la sortie de l'album Do You Know. En octobre 2010, elle sort sa première compilation qui est aussi son dernier album sous le label Epic Records, Playlist: The Very Best of Jessica Simpson. Un mois plus tard, elle sort un second album de Noël intitulé Happy Christmas, sous le label Primary Wave Records. Elle érige 7 singles au Top 40 du magazine Billboard, trois albums certifiés or dont deux albums certifiés platine par la RIAA et quatre de ses albums ont été en tête du Top 10 du Billboard 200,. Au fil de sa carrière, Jessica vend plus de 30 millions d'albums dans le monde entier.
En 2003, elle participe à sa propre émission de télé-réalité avec son époux de l'époque, Nick Lachey intitulé Newlyweds: Nick and Jessica (Les Jeunes Mariés), qui est diffusée sur la chaîne américaine MTV. En 2010, elle produit et participe à une deuxième émission de télé-réalité intitulée Jessica Simpson découvre le monde, qui a reçu une nomination lors des Teen Choice Awards,. Elle y interprète d'ailleurs le générique de l'émission prénommé Who We Are. Elle apparait également en tant que mentor dans Fashion Star en 2012. Elle a aussi joué dans des films tels que Shérif, fais-moi peur (2005), Employés modèles (2006), Blonde Ambition (2007), ou encore Blonde et dangereuse (2009).
De par ses diverses lignes de cosmétiques, vêtements, accessoires et autres parfums, Jessica Simpson devient la première célébrité de l'histoire à dépasser le milliard de dollars de ventes annuelles,,,,. Grâce à ses activités variées, son salaire net est estimé à environ 150 millions de dollars,,.

## Biographie

### Enfance et débuts (1980–1998)
Née à Abilene, au Texas, Jessica grandit à Richardson, une banlieue de Dallas. Elle est la fille de Tina Ann (née Drew), femme au foyer, et de Joe Truett Simpson, ancien psychologue et pasteur de l’Église baptiste chargé de la jeunesse. Jessica a une sœur cadette, Ashlee, égalementi actrice et chanteuse. Son père lui a offert un anneau de pureté lorsqu'elle avait 12 ans, et Jessica déclare être restée vierge jusqu'à son mariage avec Nick Lachey. Elle commence à chanter dans une église baptiste locale. À l'âge de 12 ans, elle auditionne pour le Mickey Mouse Club dont elle déclare qu'ils ont été mis dans des groupes et que des coachs les aidaient à travailler leur jeu d'acteur ainsi que leur chant. Jessica déclare également que Justin Timberlake était dans son groupe et que, une fois sur scène, elle était totalement paralysée, admettant s'être sentie « intimidée » par les autres chanteurs. L'année suivante, Jessica se rend dans un campement où elle a chanté I Will Always Love You de Whitney Houston ainsi qu'une version arrangée de Amazing Grace. Au campement, elle est présentée au fondateur de Proclaim Records, un petit label Gospel. Elle enregistre alors l'album Jessica mais elle est licenciée lorsque le label fait faillite. L'album Jessica n'est jamais officiellement sorti sauf lorsque sa grand-mère fait pression sur un petit financement,. Le directeur du label Columbia Records, Tommy Mottola, ayant écouté l'album Jessica, la fait signer lorsqu'elle est âgée de 16 ans. Tommy est impressionné par le talent de Jessica et signe donc un contrat avec le label. Elle arrête alors ses études mais elle obtient plus tard son diplôme,. Ses parents, Joe et Tina, ont divorcé en septembre 2012 après 34 ans de mariage,.

### Sweet KissesetIrresistible(1999–2001)

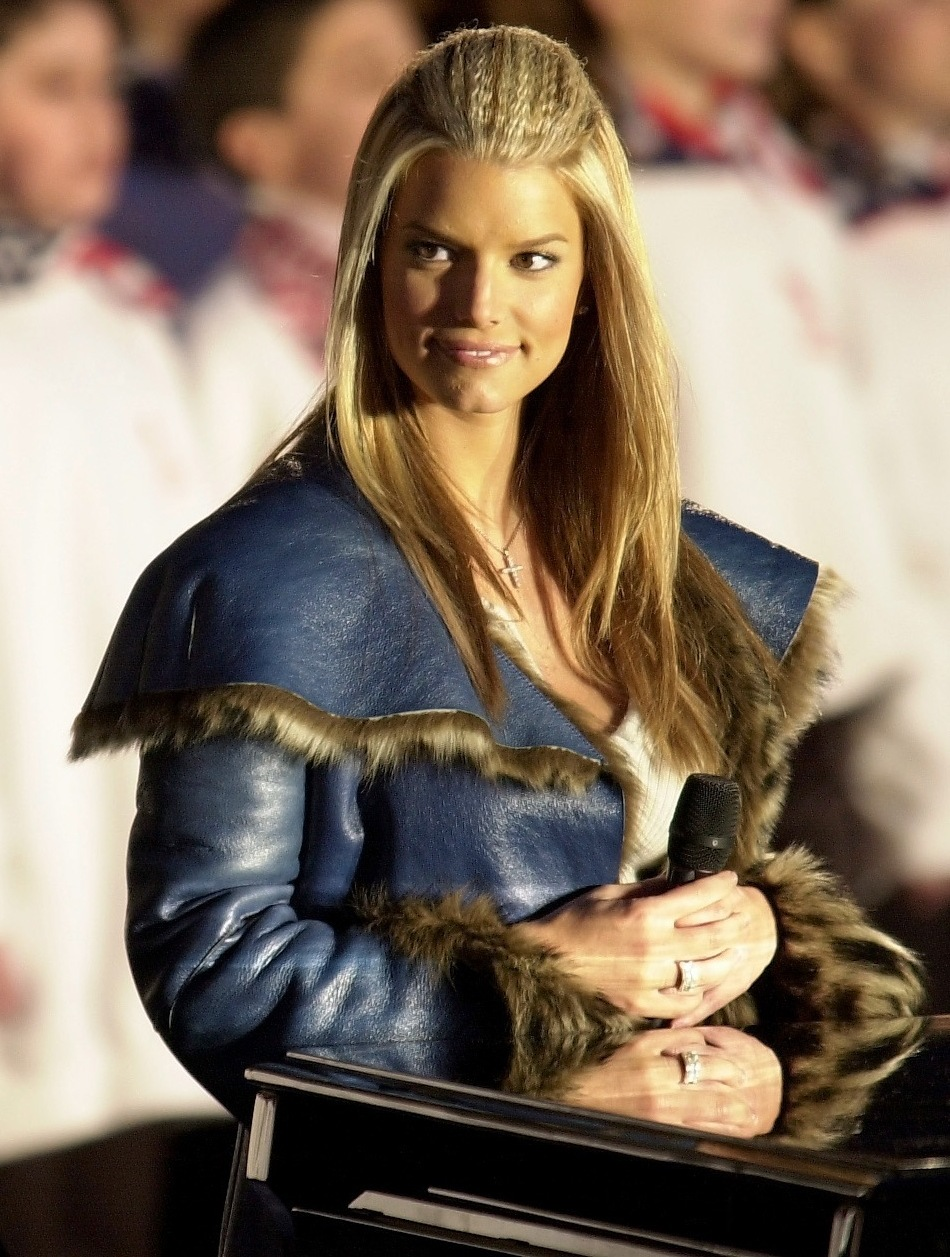
Jessica Simpson assistant à la célébration d'ouverture présidentielle le 18 janvier 2001.

Jessica commence alors à travailler avec des producteurs tels que Louis Biancaniello, Robbie Nevel, Evan Rogers et Cory Rooney. Louis Biancaniello travaille avec Jessica sur trois chansons de son album : I Wanna Love You Forever, Where You Are et Heart of Innocence ; Cory Rooney a produit la chanson I Think I'm in Love with You qui est le troisième single de l'album. Elle travaille également avec les Destiny's Child.
Sur cet album, Jessica a collaboré avec Sam Watters qui a produit les singles I Wanna Love You Forever et Where You Are ainsi que le titre Heart of Innocence. Il coécrit également la chanson I Wanna Love You Forever avec Louis Biancaniello. Carl Sturken et Evan Rogers ont produit les chansons I've Got My Eyes On You et Betcha She Don't Love You. Le label voulait que le premier album de Jessica soit différent du premier album de Britney Spears et celui de Christina Aguilera car ils étaient sexuellement osés, surtout les premiers singles des deux premiers albums. Pour l'album Sweet Kisses, le label décide de faire de Jessica un "anti-sex appeal" afin qu'elle ne chante que des chansons qui parlent d'amour plutôt que de sexe. Ils considéraient alors le fait que Jessica soit toujours vierge comme une idée géniale, incitant alors les jeunes filles à la prendre comme exemple. Plus tard, elle révèle lors d'une interview qu'elle a l'intention de rester vierge jusqu'au mariage, ce qui augmente son taux de popularité auprès des jeunes filles.

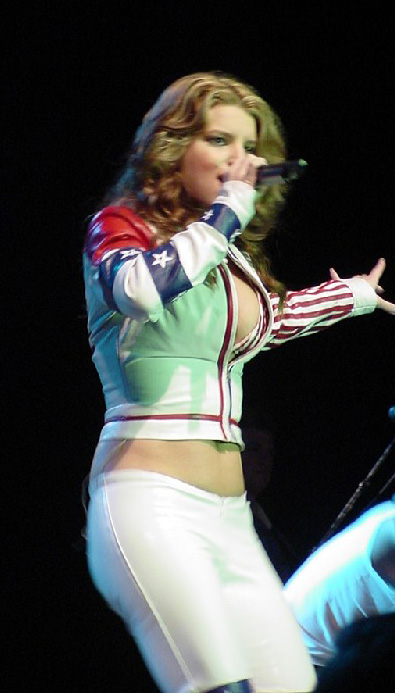
Jessica Simpson en concert le 14 novembre 2001.

Le 28 septembre 1999, Jessica sort son premier single intitulé I Wanna Love You Forever qui est placé en troisième place au Top 10 du Billboard Hot 100. Le single a été certifié platine par la RIAA moins de trois mois après sa sortie. En dehors des États-Unis, le single a du succès et est en tête des classements en Europe, Australie et Canada,,,. Le 23 novembre 1999, elle sort son premier album intitulé Sweet Kisses qui est placé 65e au Billboard 200 après s'être vendu à plus de 65 000 exemplaires dès la première semaine de sa sortie, mais le succès de cet album est bas selon le label. Afin d'augmenter les ventes, Jessica sort un deuxième single intitulé Where You Are en featuring avec Nick Lachey, mais le single a moins de succès que le premier single I Wanna Love You Forever. Pendant que l'album ne bouge pas de sa soixantième place, le label décide de sortir un troisième single afin d'essayer une dernière fois d'augmenter les ventes. En mai 2000, Jessica sort son troisième single intitulé  I Think I'M In Love With You placé à la 25e place dans le Billboard Hot 100. Finalement, l'album est resté dans les charts pendant 62 semaines puis il est certifié double platine par la RIAA. L'album s'est vendu à plus de 1,9 million de copies aux États-Unis et à 4 millions d'exemplaires dans le monde entier.
En 2000, Jessica commence à enregistrer d'autres choses après Sweet Kisses ; des chansons que Columbia Records trouvent plus adapter pour la radio. Le succès commercial de son premier album conduit Jessica à réévaluer sa carrière et, même si elle était satisfaite du succès qu'elle avait, elle avait l'impression de pouvoir faire mieux que ça. Ayant l'impression que son image trop sage pourrait représenter un frein au développement de sa carrière, Jessica se mit à adopter une image plus sexy ainsi qu'un nouveau son, à la suggestion des dirigeants de Columbia Records. Elle délaisse alors le genre teen pop car elle pensait qu'adopter une nouvelle image, l'aiderait à refaire sa carrière. Sa nouvelle image s'est remarquée lors de ses apparitions sur les tapis rouges. Le développement de sa nouvelle image coïncidait avec son nouvel album intitulé Irresistible dont Jessica déclare qu'elle voulait adopter une image « plus sexy et plus mature » : « J'ai enregistré Sweet Kisses à l'âge de 17 ans et j'ai aujourd'hui 21 ans, alors en quatre ans, j'ai grandi. » explique Jessica lors d'une interview avec Coventry Newspapers en juillet 2001. Peu de temps avant, en juin 2001, elle avait déclaré dans le magazine Cosmopolitan : « Cet album parle de celle que je suis devenue. La musique est plus pointue, j'ai bien grandi. ». Selon Terri Doughtery, l'auteur de People in the News: Jessica Simpson and Nick Lachey, Jessica espérait que sa nouvelle image apporterait une plus grande importance à la puissance de sa voix : « Il n'est pas question de simplement chanter que je suis amoureuse. J'ai aussi des chansons qui parlent de ruptures et d'autres qui parlent de querelles entre filles et garçons. Cela va me prendre du temps pour rentabiliser cet album car nous avons dépensé beaucoup d'argent pour cet album. » déclare Jessica.
Le 12 avril 2001, elle sort le premier single de l'album qui porte le même nom que le titre de l'album, Irresistible. La chanson a reçu des critiques négatives jugeant les paroles de "trop sexuellement osées". En 2003, le single remporte un Broadcast Music Incorporated dans la catégorie "Pop Music Awards" puis il est en tête du Top 20 aux États-Unis ainsi que dans sept pays. Il est ensuite certifié disque d'or par la Australian Recording Industry Association. Plus tard, Jermaine Dupri, producteur et président du label So So Def Recordings, décide de faire le remix de Irresistible avec le rappeur Lil Bow Wow. Sorti le 25 mai 2001, l'album Irresistible est placé à la sixième place du Billboard 200 après s'être vendu à plus de 127 000 copies dès la première semaine après sa sortie. Il est plus tard certifié disque d'or par la RIAA, et s'est vendu à plus de 3 millions de copies dans le monde entier. Elle part en tournée avec Destiny's Child, Nelly et Eve pour le Total Request Live dont trente dates étaient prévues aux États-Unis,. Plus tard, elle fait sa première tournée, le "DreamChaser Tour". La tournée a commencé en août 2001, mais, à cause des attentats du 11 septembre 2001, elle n'a pas pu terminer sa tournée.

### In This Skin, télé-réalité et début au cinéma (2002–2005)

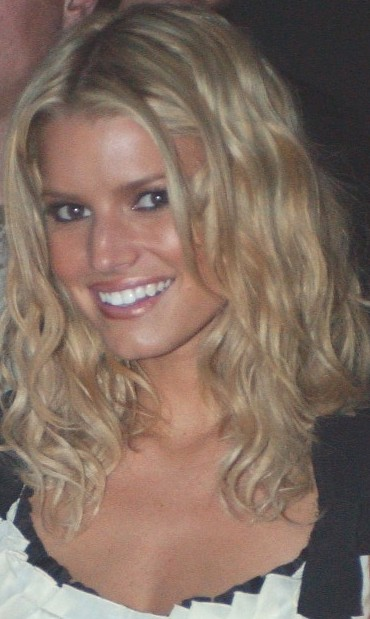
Jessica Simpson à l'avant-première de Shérif, fais-moi peur le 29 juillet 2005.

À la suite de son mariage avec Nick Lachey en 2002, il est confirmé que Nick et Jessica avaient créé leur propre émission de télé-réalité intitulé Newlyweds: Nick and Jessica diffusée sur MTV. Au départ, l'émission était dédiée pour Michael Jackson et Lisa Marie Presley mais le couple a décidé de ne pas le faire. Le projet était mis en attente jusqu'en 2002, où son père, Joe Simpson, prend contact avec MTV afin qu'ils fassent l'émission avec sa fille et son nouveau mari. L'émission devient vite très connue, obtenant ainsi le statut de phénomène culturel, mettant alors Jessica Simpson et son mari Nick Lachey, sur un piédestal.
Le 22 juillet 2003, Jessica sort le single intitulé Sweetest Sin, premier extrait de son troisième album. Le tube Sweetest Sin parle de Jessica ayant perdu sa virginité avec Nick. Le processus de l'enregistrement du single a été filmé pour leur émission. Au Départ, Jessica avait enregistré Sweetest Sin confidentiellement sous une forme légèrement remixée et a déclaré qu'elle était contente du résultat. Elle réenregistre plus tard la chanson avec l'assistance de Nick Lachey car elle savait qu'il ferait un très bon producteur. Le 9 août 2003, la chanson a été placée à la 40e place au Top 40 mais deux semaines plus tard, elle fut placée à la 37e place.
Le 19 août 2003, elle sort son troisième album intitulé In This Skin afin de coïncider avec la première diffusion de son émission de télé Newlyweds. L'album fut placé à la dixième place dans le Billboard 200 après s'être vendu à plus de 64 000 copies, mais il descend ensuite de plus en plus dans les charts. En janvier 2004, l'album s'est vendu à seulement 565 000 copies. Elle sort alors un deuxième single intitulé With You, placé à la 65e place au Billboard Hot 100, dès la 1re semaine de sa sortie. Le 20 mars 2004, le tube s'érige à la 14e place dans les charts et reste à cette même place pendant vingt-trois semaines. Le single devient alors l'un des plus grands tubes de Jessica depuis I Wanna Love You Forever (1999) et est également placé en tête du Billboard Pop Songs. Il est, par la suite, certifié disque d'or par la RIAA à la suite des ventes de ses 500 000 copies. En 2004, Columbia Records décide de ressortir l'album In This Skin avec de nouvelles chansons, telles que : Take My Breath Away (reprise du groupe Berlin, qui officiait originellement de bande sonore pour le film Top Gun) et Angels (reprise de Robbie Williams). Take My Breath Away atteint la vingtième position au Billboard Hot 100, ainsi que la dixième place au Top 40 et Top 40 Mainstream. La chanson, qui devient un énorme hit, est également devenue no 1 au Billboard Hot 100 en termes de ventes de singles. Bien que la chanson n'a pas battue des records dès sa sortie, elle se classe néanmoins dans d'autres classement américains tels que le Top 40 adultes, l'Adult Contemporary, le Hot 100 Airplay, le Hot Dance Club Play et Hot Digital Tracks. Une reprise du titre Angels de Robbie Williams, devient le deuxième single de la ré-édition et dernier single de l'album, sort le 7 juin 2004. Le titre fait ses débuts en Australie en atteignant la 27e place, devenant ainsi le sixième top 30 succès de Jessica dans le pays en détrônant le single Take My Breath Away en Australie. La nouvelle édition de In This Skin est placé en seconde place dans le Billboard 200 après s'être vendu à plus de 157 000 exemplaires la première semaine. L'album reste dans le Top 10 pendant huit semaines non consécutives et reste dans le Top 100 pendant 61 semaines. Au total, l'album est resté pendant 75 semaines dans le Billboard 200. En décembre 2004, il est certifié triple disque de platine par la RIAA,. L'album a été placé à la 14e place dans le classement du Billboard, « Les albums de l'année de 2004. » L'album s'est vendu à plus de 7 millions d'exemplaires dans le monde dont 4 millions aux États-Unis, à ce jour.
Dans un même temps, elle est l'une des interprètes principales du concert caritatif Divas Live 2004, aux côtés de Ashanti, Cyndi Lauper, Gladys Knight, Joss Stone et Patti LaBelle, en support à Save The Music Fondation. En 2004, Nick et Jessica jouent dans l'émission spéciale The Nick and Jessica Variety Hour qui est comparé au Sonny & Cher Show. Le 23 novembre 2004, Jessica sort son premier album de noël ReJoyce: The Christmas Album, dans lequel elle fait un duo avec sa sœur Ashlee intitulé Little Drummer Boy ainsi qu'un duo avec son mari Nick, Baby, It's Cold Outside. Elle reprend également la chanson Breath of Heaven (Mary's Song) de Amy Grant car cette dernière est l'une des chanteuses préférées de Jessica ainsi que son idole. L'album est certifié disque d'or par la RIAA en janvier 2005. En 2005, l'émission Newlyweds: Nick and Jessica remporte un People's Choice Awards, mais peu de temps après, l'émission s'arrête.
Pendant l'été 2005, Jessica fait sa première apparition dans le film adapté de la série télévisée Shérif, fais-moi peur dans le rôle de Daisy Duke, aux côtés de Johnny Knoxville, Seann William Scott, Burt Reynolds, Willie Nelson et Lynda Carter. Le film fut en tête du box-office et remporte 111,069,515 millions de dollars de recettes mondial. Jessica participe également à la bande originale du film en reprenant la chanson These Boots Are Made for Walkin' (1966) de Nancy Sinatra. La chanson fut placée à la 14e place dans le Billboard Hot 100 et remporte un People's Choice Awards dans la catégorie « Meilleure chanson dans un film » en 2006,. Le clip de These Boots Are Made for Walkin' où l'on peut voir Jessica laver une voiture en bikini suscite la polémique auprès des chrétiens.

### A Public Affair, films etDo You Know(2006-2009)

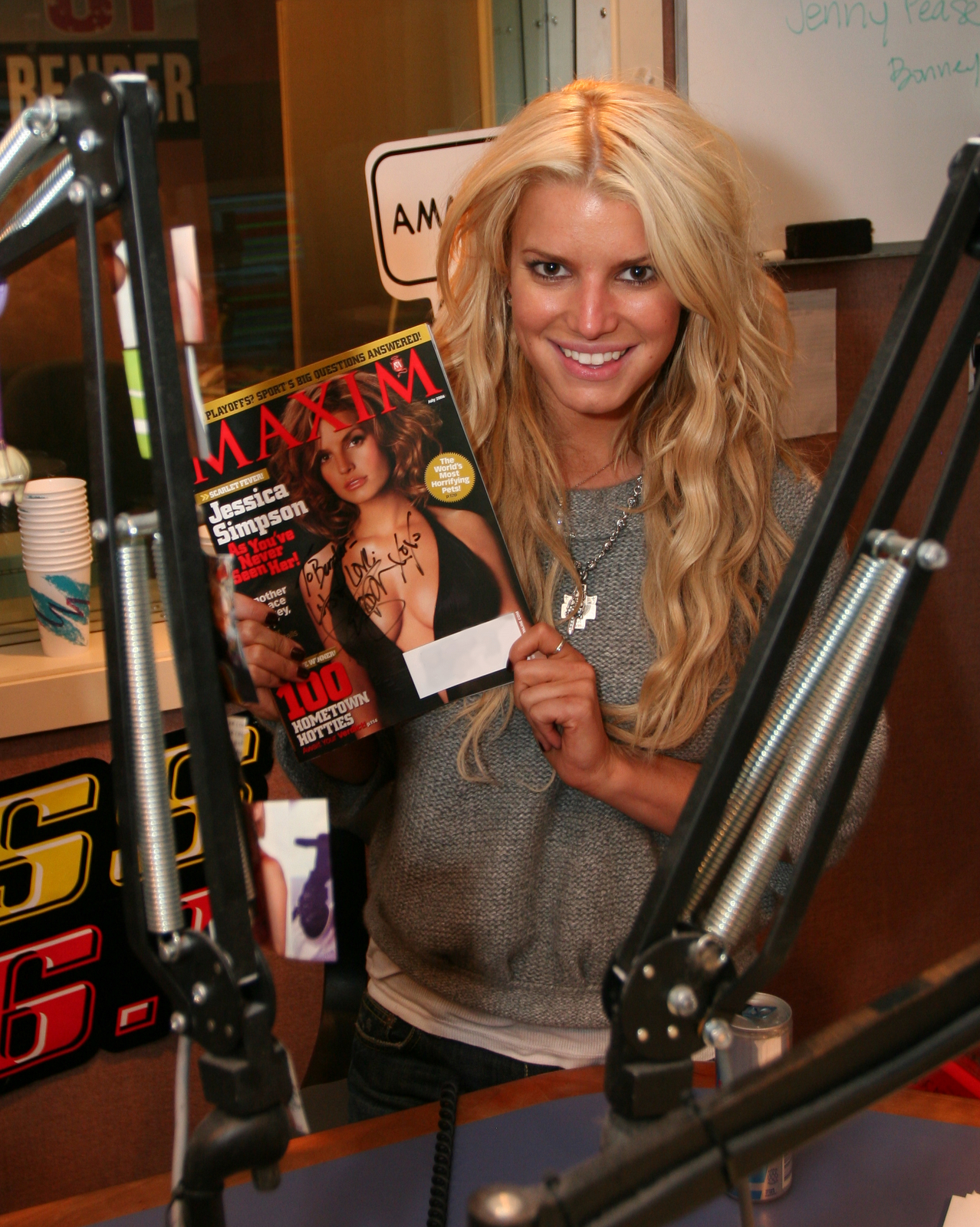
Jessica Simpson au KISS 106.1 en août 2006.

En 2005, MTV annonce que Jessica commence à enregistrer son cinquième album. Il rapporte également s'être séparée de son label Columbia Records et que dorénavant, ses prochains albums sortiront sous le label Epic Records. Le 29 juin 2006, elle sort un nouveau single intitulé  A Public Affair, placé à la 14e place du Billboard Hot 100. Fin juillet 2006, la chanson rejoint le nouveau single de sa sœur Ashlee, Invisible dans le Top 10 des chansons les plus populaires sur iTunes Store ; il s'agit de la première fois dans l'histoire de iTunes Store que deux sœurs ont deux singles différents dans le Top 10.  A Public Affair est certifié disque d'or par la RIAA après avoir été téléchargé plus de 500 000 fois. Le titre I Belong To Me, qui ne fut pas dans l'album est alors ajouté à l'opus. Il sort dans les bacs et s'érige dans le classement avant d'en ressortir aussitôt.
Le 29 août 2006, elle sort son cinquième album intitulé A Public Affair, placé à la cinquième place dans le Billboard 200 après s'être vendu à plus de 101 000 exemplaires la première semaine. Très vite, l'album se vend à plus de 500 000 exemplaires et certifié disque d'or par la RIAA. Au Canada, l'album est placé à la sixième place dans les charts et est, plus tard, certifié or après s'être vendu à plus 50 000 exemplaires. A Public Affair est également placé dans le Top 40 au Japon, en Irlande et en Australie, mais il a moins de succès. En dépit du succès de l'album aux États-Unis, il ne se vend qu'à 1,5 million d'exemplaires dans le monde entier, ce qui est un échec par rapport au travail précédent de Jessica.
Le 6 octobre 2006, Jessica se retrouve à l'affiche du film, Employés modèles, aux côtés de Dane Cook, Dax Shepard et Andy Dick, qui s'érige à la 4e place du box-office le jour de sa sortie en récoltant 28,444,855 millions de dollars de recettes sur toute la durée de son exploitation. En décembre 2006, pendant sa prestation avec Dolly Parton au Kennedy Center Awards, elle bâcle les paroles et fut embarrassée face à la foule où se trouvait Steven Spielberg, Shania Twain et George W. Bush. Même si Jessica a eu la chance de tout reprendre, sa prestation a été éditée hors de l'émission,. En février 2007: le titre You Spin Me Round (Like a Record), reprise du groupe Dead or Alive, sort en single digital et atteint la neuvième 20e place du Bubbling Under Hot 100 Singles. Le 21 décembre 2007, elle joue dans le film Blonde Ambition, aux côtés de Luke Wilson, Drew Fuller et Larry Miller, qui est un échec au box-office américain

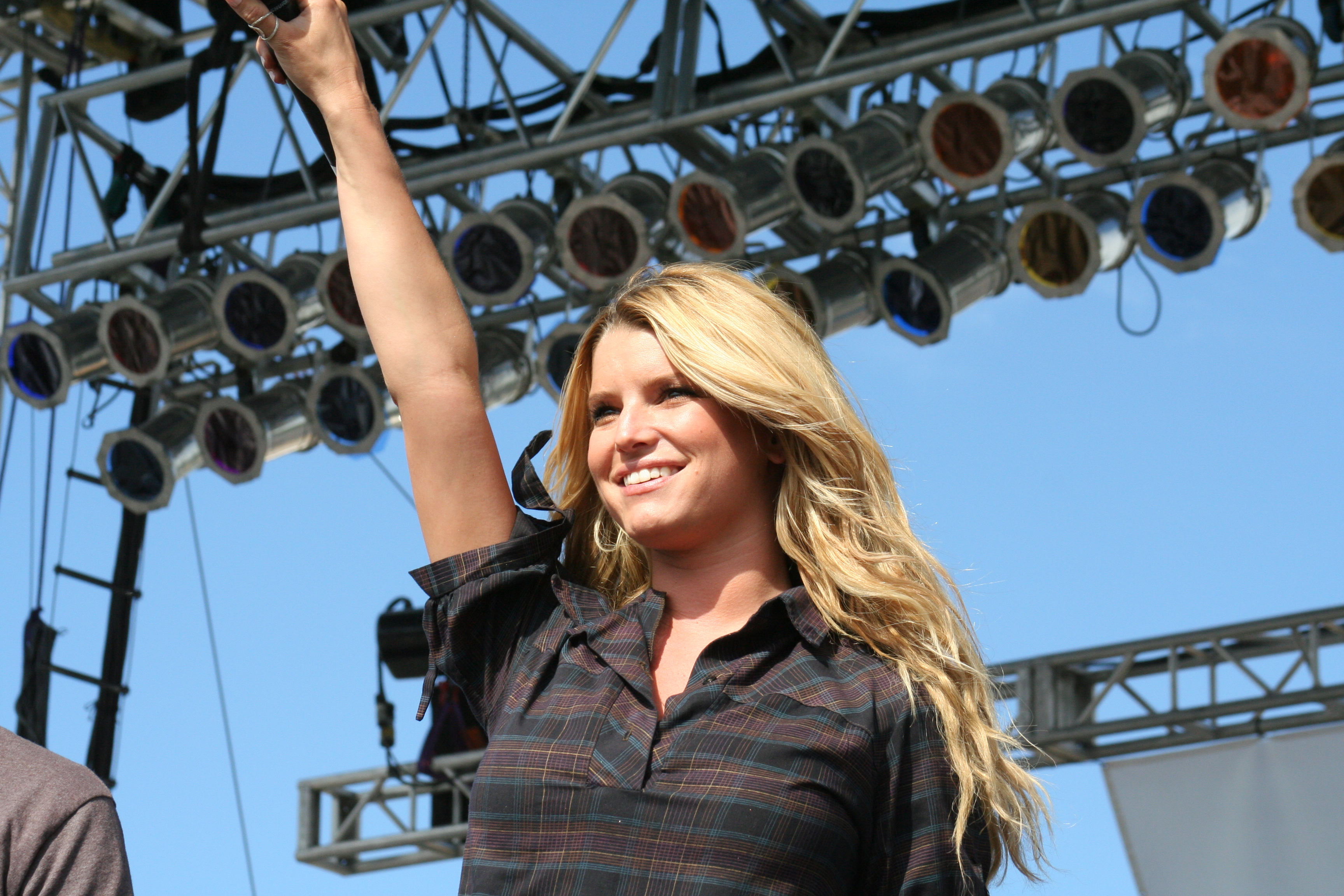
Jessica Simpson en tournée, en 2008.

En septembre 2007, son père et manager, Joe Simpson, déclare que Jessica pensait sérieusement à se lancer dans la musique country. Elle déclare vouloir sortir un album de country et revenir à ses racines, étant originaire du Texas. Le 27 mai 2008, elle sort le premier single intitulé Come on Over sur Internet et, peu de temps après, toutes les radios de musique country diffusent le single qui devient très vite la chanson country la plus diffusée à la radio. Le single se classe à la 41e place au Hot Country Songs, dès la semaine de sa sortie, établissant le record depuis le tube Me and Charlie Talking de Miranda Lambert et I Meant To de Brad Cotter. Avant la sortie de l'album, Jessica a fait le tour des radios country afin de le promouvoir. Le 19 juillet 2008, elle performe au Country Thunder Festival au Wisconsin mais elle a été huée par la foule et a eu des critiques négatives de la part du milieu country. Elle répond aux critiques en disant : « Je ne sais pas quelles impressions vous avez sur moi ou quel tabloïd vous avez acheté, mais je veux seulement que vous sachiez que je ne suis qu'une fille originaire du Texas ; je suis comme vous. Je fais ce que j'aime et je sors avec un garçon. »
Le 9 septembre 2008, elle sort son album country intitulé Do You Know. En dépit de ses faibles ventes, l'album fut placé en quatrième place au Billboard 200 mais neuf semaines plus tard, il perd sa place dans le classement. Cet album est celui qui s'est le moins vendu parmi tous les albums de Jessica. En début d'année 2009, il a été déclaré que l'album s'est vendu à plus de 173 000 copies aux États-Unis. Un second single prénommé Remember That, s'érige directement à la première place du Billboard Bubbling Under Hot 100 et atteint la 41e place au Billboard Country Songs. En 2009, le single Pray Out Loud arrive dans le classement pour en sortir aussitôt. Dans un même temps, Jessica déclare qu'elle part en tournée avec Rascal Flatts du 17 janvier 2009 au 14 mars 2009. En janvier 2009, elle interprète le rôle principal dans la production filmique Blonde et dangereuse. Au box-office américain, il est échec et sort directement en DVD le 3 février 2009.

### Retour à la télévision, maternité et autres activités (2010-2014)

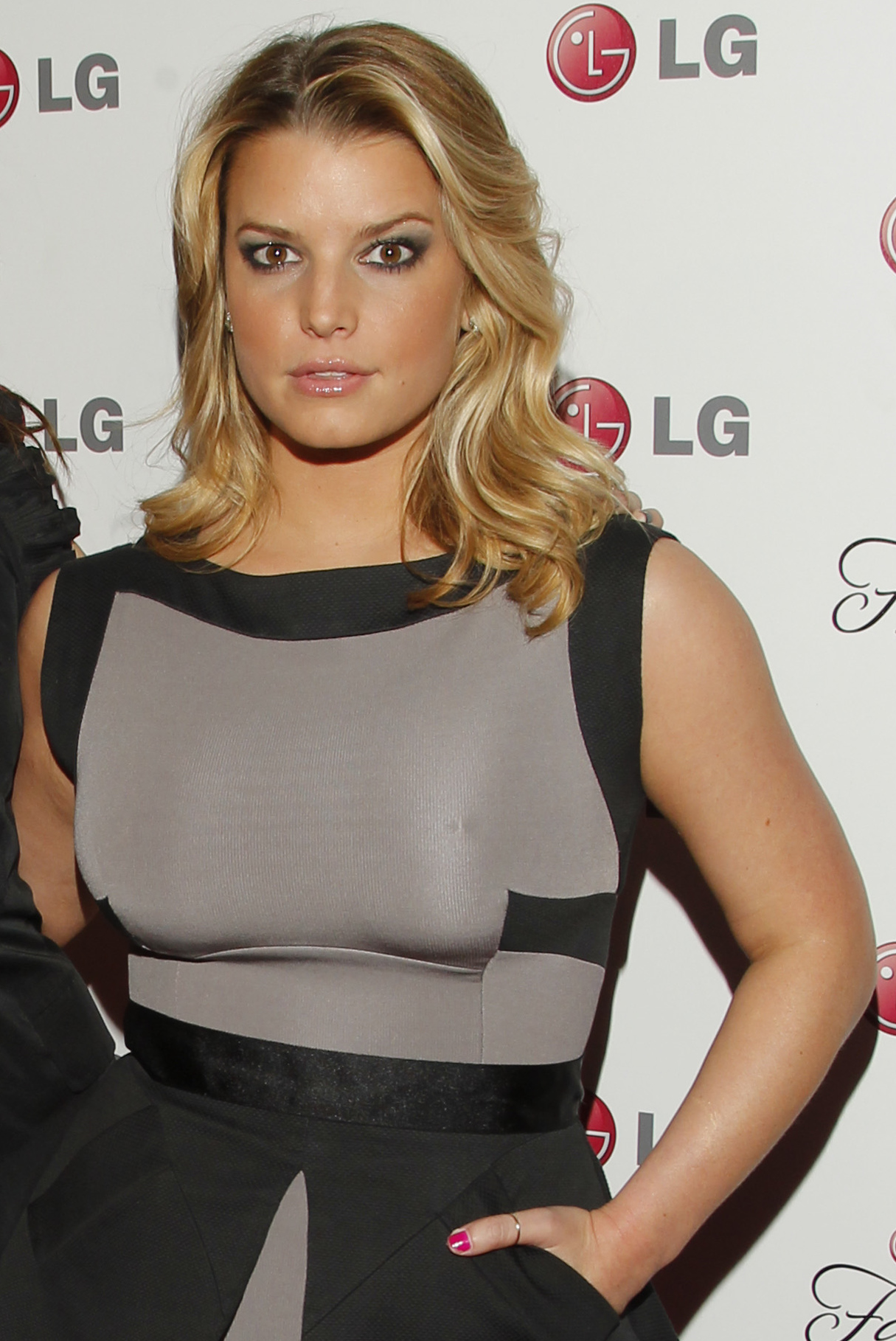
Jessica Simpson en mai 2010.

Jessica crée sa deuxième émission de télé-réalité intitulée The Price of Beauty diffusée depuis mars 2010 sur la chaîne américaine VH1,,. L'émission est diffusée en juillet 2010 en France sur MTV sous le nom de Jessica Simpson découvre le monde. La série suit Jessica partout dans le monde, en introduisant les téléspectateurs aux différentes perceptions de la beauté dans les cultures différentes. Le premier épisode a attiré plus de 1 million de téléspectateurs,. Le programme obtient une nomination aux Teen Choice Awards. Elle y interprète d'ailleurs le générique de l'émission intitulée Who We Are. Elle envisage ensuite d'enregistrer un autre album qui annulerait son contrat avec Epic Records. Mais à la place, est publié le 12 octobre 2010, une compilation intitulée Playlist: The Very Best of Jessica Simpson. En novembre 2010, elle sort un second album de noël intitulé Happy Christmas, qui se classe à la 9e position du Billboard Independent Albums et atteint la 23e place du classement Top Holiday Albums, se vendant à 110,000 copies aux États-Unis et qui s'écoule au total à 500,000 exemplaires,. En fin de cette année, Jessica Simpson devient la première célébrité de l'histoire à dépasser le milliard de dollars de ventes annuelles,,,,.
En 2011, elle lance une ligne de cosmétiques prénommée BeautyMint sur internet en collaboration avec Nerida Joy. Le 13 mars 2012, elle participe en tant que mentor à l'émission de télé-réalité Fashion Star. Pendant sa première grossesse, Jessica a signé un contrat avec la société internationale Weight Watchers afin qu'après la naissance de son premier enfant, elle utilise le régime de la marque pour perdre les 32 kilos qu'elle a pris pendant sa grossesse,. Sa première publicité pour la compagnie sort en septembre 2012. Dans un même temps, elle crée également une ligne de vêtements pour femmes enceintes et sort un parfum inspiré de sa maternité prénommé Vintage Bloom.
Le 8 mars 2013, elle renouvelle l'expérience de mentor pour la seconde saison du programme Fashion Star. L'émission obtient un doublage francophone et est diffusée sous le nom de Fashion Star : La compétition, à partir du 26 août 2013, sur la chaine québécoise Moi & Cie Télé. En 2013, elle renouvelle son contrat avec Weight Watchers en apparaissant dans plusieurs publicités,, dont une au côté de Jennifer Hudson,.
En 2014, elle poursuit son partenariat avec la marque Weight Watchers pour trois publicités,,. En parallèle, elle lance sa première ligne de linge de maison et de décoration d'intérieure comprenant : des draps, des housses de couettes, des couettes et couvertures brodées, des oreillers décoratifs, des édredons, des volants de lit, des taies d'oreillers, des jetées de couvertures et des rideaux,. Le 14 aout 2014, elle lance son parfum signature prénommé tout simplement Jessica Simpson.

### Retour à la musique, littérature et réhabilitations de ses films (2015-présent)
Une fois son contrat avec Primary Wave Music mené à terme, Simpson a annoncé en Mars 2015, qu'elle avait commencé à travailler sur son huitième album studio,.
Le 4 Février, 2020, elle publie sa 1ere autobiographie intitulée "Open Book", qui arrive en tête des meilleures ventes de livres aux Etats-Unis.
En 2020, les films Blonde Ambition (2007) et Blonde et dangereuse (2009) avec Jessica Simpson, qui furent massacrés par la presse, sous prétexte qu'ils étaient des films indépendants sortis face à des blockbusters, sont analysés, puis réhabilités et sont de ce fait, considérés comme cultes et brillants de par leurs écritures, tout en démontrant les nombreuses références, clins d’œils et quatrième mur qu'ils contiennent,,,,,.
Le 11 novembre 2021, elle publie son 1er single depuis 10 ans Particles, du groupe Nothing But Thieves.
En 8 mai 2022, elle apparait dans le 2eme épisode de la 3eme saison de la célèbre série animée Duncanville.
Le remix r&b de son single Irresistible (So So Def Remix) Featuring Bow Wow, est également considéré comme un hymne urbain culte depuis sa sortie et un des meilleurs remix r&b de tous les temps,,,,. Jessica Simpson Featuring Lil Bow Wow Irresistible So So Def Remix vidéo officielle Youtube.com

## Vie privée
En décembre 1998, du haut de ses 18 ans, Jessica Simpson rencontre l'acteur et chanteur Nick Lachey ; ils entament une relation en juin 1999. Ils se séparent en mars 2001, puis se réconcilient six mois plus tard, peu après les attentats du 11 septembre 2001. Ils se fiancent en février 2002 et se marient le 26 octobre 2002 à Austin, au Texas. Jessica Simpson annonce leur séparation en novembre 2005, puis elle demande le divorce le 16 décembre 2005 au bout de trois ans de mariage,. Leur divorce est prononcé le 30 juin 2006. Jessica Simpson révèle en 2020 avoir été infidèle durant son mariage avec Nick Lachey, puisqu'elle a eu une liaison émotionnelle avec l'acteur Johnny Knoxville en 2004. 
D'août 2006 à mai 2007, elle a une relation médiatisée avec le musicien John Mayer. Elle fréquente ensuite le joueur de football Tony Romo de novembre 2007 à juillet 2009.
Depuis mai 2010, Jessica Simpson partage la vie de l'ancien joueur de football américain Eric Johnson. Ils se fiancent en novembre 2010 et se marient le 5 juillet 2014 à Montecito, en Californie. Ils ont trois enfants : Maxwell Drew Johnson (née le 1er mai 2012),, Ace Knute Johnson (né le 30 juin 2013), et Birdie Mae Johnson (née le 19 mars 2019). En janvier 2025, Jessica Simpson annonce qu'elle est séparée de son mari depuis plusieurs mois.

## Autres activités

### Lignes de vêtements, parfums et produits dérivés
En avril 2004, Jessica et son cofondateur Randi Shinder créent Jessica Simpson Dessert by Jessica Simpson ; une marque de parfums, brillant à lèvres et autres produits de beauté. En parallèle, ils sortent une autre ligne baptisée Dessert Treats en février 2005 pour des clients plus jeunes. Jessica et le styliste Ken Pavés créent ensuite une ligne de cheveux et de produits de beauté pour le Home Shopping Network. Elle a également lancé sa propre ligne de vêtements baptisée "Jessica Simpson Collection" qui vend aussi des sacs à main et des chaussures. En 2008, elle sort son propre parfum baptisé Fancy et grâce à ce succès, Jessica en crée toute une gamme : Fancy Love, Fancy Nights et I Fancy You. En 2010, Jessica Simpson devient la première célébrité de l'histoire à dépasser le milliard de dollars de ventes annuelles,,,,. En 2011, elle lance une ligne de cosmétiques prénommée BeautyMint sur internet en collaboration avec Nerida Joy. En 2012, elle crée également une ligne de vêtements pour femmes enceintes et sort un parfum inspiré de sa maternité prénommé Vintage Bloom. En février 2014, sa marque dépasse une nouvelle fois le milliard de dollars. En 2014, elle lance sa première ligne de linge de maison et de décoration d'intérieure comprenant : des draps, des housses de couettes, des couettes et couvertures brodées, des oreillers décoratifs, des édredons, des volants de lit, des taies d'oreillers, des jetées de couvertures et des rideaux,. En aout 2014, elle lance son parfum signature nommé tout simplement Jessica Simpson.

### Publicités
Jessica Simpson est aussi devenue l'égérie de plusieurs marques telles que : Pizza Hut, Proactiv Solution, Ice Breakers, ou encore Stampede Light Plus. En 2004, elle débute dans le spot publicitaire pour les bonbons à menthe de la marque Ice Breakers en compagnie de sa sœur Ashlee Simpson. En 2005, elle représente le produit de Proactiv Solution contre l'acné. En 2006, elle apparait dans sa première publicité pour Pizza Hut qui est diffusée lors du Super Bowl. Elle chante These Bites Are Made For Poppin', en référence à la chanson These Boots Are Made for Walkin', qu'elle avait repris l'année d'avant, pour mériter les bienfaits de la Cheesy Bites Pizza. Cette publicité créant l’événement, bénéficie d'une publicité parodique par la même marque Pizza Hut, vendant ainsi les bienfaits du même produit, mais cette fois-ci, ayant pour principale protagoniste Miss Piggy la cochonne des Muppets, dont Jessica Simpson fait une apparition à la fin du spot. La même année, elle apparait encore avec Pizza Hut pour présenter la pizza 4 en un, en compagnie de Kermit la grenouille et Miss Piggy, la cochonne des Muppets. En 2007, une troisième publicité avec Pizza Hut est dévoilée ou elle vante cette fois-ci la New Buffalo Chicken Pizza. Dans cette publicité, elle y apparait avec sa sœur Ashlee Simpson. En 2008, elle devient l'égérie de la marque de bière Stampede Light Plus. 2009 : elle présente sa marque de chaussures prénommée Jessica Simpson Collection via la publicité de la chaîne de distribution Macy's ou de nombreuses personnalités y vantent leurs propres produits telles que : Mariah Carey, Usher ou encore Queen Latifah.  En 2010, elle réïtère son partenariat avec Macy's pour présenter sa ligne de vêtements Jessica Simpson Collection en se retrouvant aux côtés de Jennifer Lopez et autres P. Diddy qui présentent aussi leurs propres produits. En 2012, elle signe un contrat avec la société internationale Weight Watchers afin qu'après la naissance de son premier enfant, elle utilise le régime de la marque pour perdre les 32 kilos qu'elle a pris pendant sa grossesse,. Sa première publicité pour la compagnie sort en septembre 2012. En 2013, elle renouvelle son contrat avec Weight Watchers en apparaissant dans plusieurs publicités,, dont une au côté de Jennifer Hudson,. En 2014, elle poursuit son partenariat avec la marque Weight Watchers pour trois publicités,,.

### Philanthropie
En avril 2004, elle est l'une des interprètes principales du concert caritatif Divas Live 2004, aux côtés de Ashanti, Cyndi Lauper, Gladys Knight, Joss Stone et Patti LaBelle, en support à Save The Music Fondation. En mai 2004, Simpson donne un concert cartatif au profit de Skin Care Foundation. Simpson est l'une des ambassadrices de Soles4Souls ou elle participe en signant des autographes sur des chaussures afin de récolter des fonds pour les communautés pauvres des États-Unis. Jessica Simpson supporte AetherA Foundation et Skin Cancer Foundation. Jessica Simpson collabore avec la Fondation Make-A-Wish, afin de réaliser les rêves d'enfants malades.

## Voix
Jessica Simpson possède une tessiture de soprano qui s'étend sur environ quatre octaves (de l'E3 à D7),. Lors de son ascension en 1999, elle fut comparée à Mariah Carey et Céline Dion. Son premier single I Wanna Love You Forever, est une ballade qui met en valeur les capacités vocales de Simpson pour soutenir des notes élevées à pleine voix. Lors d'un concert en 2004 comprenant Jessica Simpson, Gina Vivinetto de Tampa Bay Times, décrit qu'« elle est dotée d'une forte voix centrale et elle atteint sans effort, les notes les plus hautes d'une stratosphère, que d'autres popstars ne peuvent atteindre de plus près. »

## Influences
Elle cite Mariah Carey, Aretha Franklin et Whitney Houston comme étant ses plus grandes influences musicales, mais aussi Shania Twain et Martina McBride comme sources d'inspirations en matière de musique country. Elle déclare également avoir été influencée par Madonna, et notamment son titre Holiday.

## Filmographie

### Films
| Année | Film                     | Rôle               | Notes  |
| ----- | ------------------------ | ------------------ | ------ |
| 2002  | Le Maître Du Déguisement | Propre rôle        | Caméo  |
| 2005  | Shérif, fais-moi peur    | Daisy Duke         | Cinéma |
| 2006  | Employés modèles         | Amy Renfro         | Cinéma |
| 2007  | Blonde Ambition          | Katie Gregerstitch | Cinéma |
| 2008  | Love Gourou              | Propre rôle        | Caméo  |
| 2008  | Blonde et dangereuse     | Megan Valentine    | Cinéma |

### Télévision
| Année     | Série                                                   | Rôle        | Notes           |
| --------- | ------------------------------------------------------- | ----------- | --------------- |
| 2003-2005 | Newlyweds: Nick and Jessica                             | Propre rôle | Télé-réalité    |
| 2004      | The Nick and Jessica Variety Hour                       | Propre rôle | Sketch          |
| 2004      | Nick and Jessica's Family Christmas                     | Propre rôle | Épisode spécial |
| 2010      | Jessica Simpson découvre le monde (The Price Of Beauty) | Propre rôle | Télé-réalité    |
| 2012-2013 | Fashion Star                                            | Propre rôle | Télé-réalité    |

### Guest à la télévision
| Année | Série                                             | Rôle                         | Notes                      |
| ----- | ------------------------------------------------- | ---------------------------- | -------------------------- |
| 2000  | 98 Degrees – My Everything                        | Propre rôle                  | Vidéoclip musical          |
| 2002  | That '70s Show                                    | Annette                      | Saison 5, épisode 1        |
| 2003  | That '70s Show                                    | Annette                      | Saison 5, épisode 13 et 14 |
| 2003  | La Treizième Dimension                            | Miranda Evans                | Saison 1, épisode 38       |
| 2007  | Willie Nelson – You Don't Think I'm Funny Anymore | Propre rôle                  | Vidéoclip musical          |
| 2010  | I Get That a Lot                                  | Technicienne en informatique | Un épisode                 |
| 2010  | Entourage                                         | Propre rôle                  | Saison 7, épisode 5        |
| 2022  | Duncanville                                       | Propre rôle                  | Saison 3, épisode 2        |

## Discographie
- 1999 : Sweet Kisses
- 2001 : Irresistible
- 2002 : This Is The Remix
- 2003 : In This Skin
- 2004 : ReJoyce: The Christmas Album
- 2006 : A Public Affair
- 2008 : Do You Know
- 2010 : Playlist: The Very Best of Jessica Simpson
- 2010 : Happy Christmas

## Tournées
- 2000 : Hear It Up Tour
- 2001 : MTV TRL Tour
- 2001 : DreamChaser Tour
- 2004 : Reality Tour
- 2009 : Bob That Head Tour

## Publications
- (en) Open Book, Dey Street Books, 2020.